# BE-FINE SUNDAY
『BE-FINE SUNDAY』（ビー・ファイン・サンデー）は、2000年10月から2001年3月までエフエム九州 (CROSS FM) で放送されていたワイド番組である。
寝起きのリスナーをCAORIのナビゲートですっきりと目覚めさせ、日曜日の朝にも早起きして良かったと思わせることをコンセプトにした番組。番組中に掛かる曲は、大人が聴いて楽しめる曲とリスナーからのリクエストがあった曲を中心に構成されていた。放送時間は毎週日曜 7:00 - 10:00 （日本標準時）、CROSS FM北九州本社スタジオからの生放送。